# Мартынов, Борис Павлович
Борис Павлович Мартынов — советский хозяйственный и политический деятель.

## Биография
Родился в 1928 году в селе Рындино. Член КПСС.
Выпускник Казанского сельскохозяйственного института.
В 1952—1958 гг. — главный агроном, директор Димитровской МТС Цильнинского района Татарской АССР.
В 1958—1963 гг. — второй секретарь Высокогорского райкома КПСС, заведующий сельскохозяйственным отделом Татарского обкома КПСС.
В 1963—1965 гг. — министр сельского хозяйства Татарской АССР.
В 1965—1973 гг. — первый заместитель Председателя Совета Министров Татарской АССР.
В 1973—1985 гг. — заместитель министра сельского хозяйства РСФСР.
В 1985—1990 гг. — заместитель председателя Государственного агропромышленного комитета РСФСР.
Избирался депутатом Верховного Совета РСФСР 6-8-го созывов. Делегат XXIII и XXIV съездов КПСС.
Умер в 1994 году в Москве.

## Награды
- Орден Трудового Красного Знамени (дважды)
- Орден Знак Почёта